# Frederik Schmid

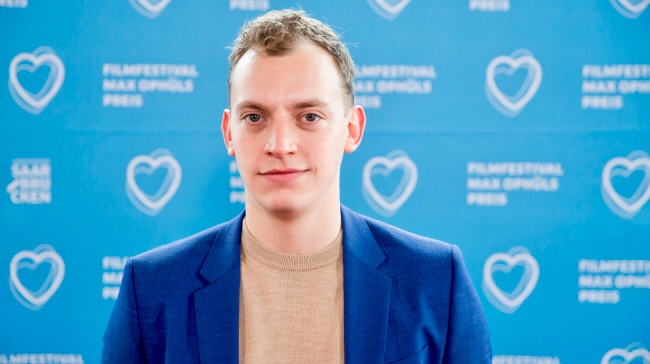
Frederik Schmid beim Max Ophüls Preis 2018

Frederik Schmid (* 13. Oktober 1989 in Berlin) ist ein deutscher Schauspieler.

## Leben
Frederik Schmid wuchs im Wrangelkiez im Berliner Stadtteil Kreuzberg auf. Im Alter von sieben Jahren stand er erstmals auf einer Bühne.
Während seiner Schulzeit spielte er weiterhin regelmäßig Theater und kam mit 15 Jahren als festes Ensemblemitglied zum in den ehemaligen Bunkeranlagen am Gesundbrunnen/Berlin spielenden „dokumentartheater berlin“. Von 2005 bis 2010 trat er dort als Leonid Sidko in dem Stück Tänzerin hinter Stacheldraht auf, das das Schicksal ehemaliger NS-Zwangsarbeiter darstellte. Mit dem Ensemble des „dokumentartheaters berlin“ gastierte Schmid bei Festivals in der Ukraine und Russland, wo sich die ehemaligen NS-Zwangsarbeiter und das Ensemble auch direkt begegneten, des Weiteren in Lettland, Tschechien, Mazedonien sowie in Frankreich, Spanien, im Fürstentum Monaco und in Kanada.
2009 gastierte Schmid mit dem „dokumentartheater berlin“ und dem Stück Vera über die „Halb-Jüdin“ Vera Friedländer im Ballhaus Naunynstraße.
Nach dem Abitur absolvierte Frederik Schmid von 2010 bis 2014 sein Schauspielstudium an der Otto-Falckenberg-Schule in München. Während des Studiums trat er an den Münchner Kammerspielen in mehreren Produktionen unter der Regie von Malte Jelden, Christoph Homberger und Nicola Hümpel auf.
Nach seinem Schauspielabschluss wurde er direkt an das Deutsche Theater in Göttingen engagiert, dem er ab Herbst 2014 als festes Ensemblemitglied angehörte. Zu seinen Göttinger Bühnenrollen gehörten unter anderem die Titelrolle in Liliom (Spielzeit 2014/15), Eisenring in Biedermann und die Brandstifter (Spielzeit 2014/15), Orest in Hugo von Hofmannsthals Elektra-Fassung (Spielzeit 2015/16) und Mercutio in Romeo und Julia (Spielzeit 2015/16). Seit 2017 arbeitet Schmid als freier Schauspieler.
Schmid stand auch für das Kino und das Fernsehen vor der Kamera. Seine ersten Filmarbeiten entstanden in Zusammenarbeit mit der Hochschule für Fernsehen und Film München. In dem Kurzfilm Amerika von Alireza Golafshan, der unter der Leitung von Michael Ballhaus gedreht wurde, übernahm Frederik Schmid die Hauptrolle. Episodenrollen hatte er bisher u. a. in den ZDF-Fernsehserien Die Spezialisten – Im Namen der Opfer (2016) und SOKO Wismar (2017; als mehrfach vorbestrafter Hooligan Mario Kutter).
2017 stand er für den Diplomfilm Bester Mann von Florian Forsch (Gewinner in der Kategorie „Mittellanger Spielfilm“ beim Filmfestival Max Ophüls Preis 2018) in der Rolle des Bennie, der als Zuhälter für Jugendliche agiert, vor der Kamera. Im März 2018 war Schmid in der ZDF-Fernsehreihe Ein starkes Team in einer Episodenrolle zu sehen; er verkörperte Lars Haage, den tatverdächtigen, aus einem kleinen Dorf in Brandenburg stammenden, Ex-Freund einer ermordeten Berliner Psychologie-Studentin. In der 16. Staffel der ZDF-Serie SOKO Wismar (2019) hatte Schmid eine der Episodenhauptrollen als Trauzeuge und tatverdächtiger bester Freund einer jungen Braut, deren Ehemann in der Hochzeitsnacht stirbt.
Frederik Schmid lebt in seiner Heimatstadt Berlin.

## Filmografie (Auswahl)
- 2012: Amerika (Kurzfilm)
- 2016: Die Spezialisten – Im Namen der Opfer: Der heilige Krieger (Fernsehserie, eine Folge)
- 2017: SOKO Wismar: Der Hai auf dem Dach (Fernsehserie, eine Folge)
- 2017: Dobermann (Kurzfilm)
- 2018: Bester Mann (Diplomfilm)
- 2018: Ein starkes Team – Tod einer Studentin (Fernsehreihe)
- 2018: Raus (Kinofilm)
- 2019: SOKO Wismar: Verliebt, verlobt, verstorben (Fernsehserie, eine Folge)
- 2019: Counterpart: You to You (Fernsehserie, eine Folge)
- 2019: Der Zürich-Krimi: Borchert und der Sündenfall (Fernsehreihe)
- 2019: Beck is back!: Pro Bono (Fernsehserie, eine Folge)
- 2019: Der Kriminalist: Crash Extreme (Fernsehserie, eine Folge)
- 2019: Freies Land
- 2020: SOKO Köln: Alte Geschichten (Fernsehserie, eine Folge)
- 2020: Nicht tot zu kriegen (Fernsehfilm)
- 2020: Der Usedom-Krimi: Schmerzgrenze (Fernsehreihe)
- 2020: Notruf Hafenkante: Der Mann auf der Brücke (Fernsehserie, eine Folge)
- 2020: Das Damengambit: Endspiel (The Queen’s Gambit: End Game) (Miniserie, eine Folge)
- 2021: SOKO Potsdam: Feierabend (Fernsehserie, eine Folge)
- 2022: Die Wannseekonferenz
- 2023: In aller Freundschaft – Die jungen Ärzte: Feuer und Flamme (Fernsehserie, eine Folge)
- 2023: Tod am Rennsteig – Auge um Auge (Fernsehfilm)
- 2023: Praxis mit Meerblick – Dornröschen (Fernsehreihe)
- 2023: Praxis mit Meerblick – Schwindel (Fernsehreihe)
- 2023: Babylon Berlin (Fernsehserie)
- 2024: München Mord: A saisonale G’schicht (Fernsehreihe)